# Réception de l'art grec à Rome à travers les écrits
 (mai 2021).
- Si vous ne connaissez pas le sujet, laissez ce bandeau (vous pouvez alors contacter les auteurs).
- Si vous supprimez le contenu mis en cause (vous pouvez préalablement contacter les auteurs),

argumentez précisément cette suppression dans la page de discussion
(un manque de référence n'est pas un argument ; une recherche réelle de référence doit avoir été effectuée, être formellement documentée).
 (juin 2021).
La Rome antique est une « société de l’image  ». Pourtant, aussi étonnant que cela puisse paraître, il n’existe pas réellement de mot pour dire art en grec et romain. On parle de peinture, de sculpture, mais jamais de la dimension artistique de cette création.
L’art romain est majoritairement grec dans ses références, dans les codes et les styles qu’il emploie. Ainsi, la Grèce, territoire vaincu, reste la source des créations romaines et cet idéal de l’art grec ne fait que se renforcer au fur et à mesure du temps. Pourtant, les Grecs ont inspiré l’art romain bien avant d’être défaits. Dès les premières colonies qui fleurissent dans cette Grande Grèce, plusieurs siècles avant la conquête, l’influence grecque se fait déjà ressentir.
Ainsi, alors que Rome ne cesse de grandir et de conquérir le monde, on ne cesse de parler des artistes grecs les plus célèbres de leur temps : Zeuxis d’Héraclée, Myron, Polyclète … Dès lors, de nombreuses sculptures ou tableaux qu’on retrouve à Rome sont une partie de l'inspiration grecque et l’art grec présent à Rome est plutôt d’inspiration romaine

## Sources contemporaines de l'époque romaine
| Auteur             | Date                 | Ouvrage                  | Extrait étudié                     | Genre           | Résumé de l'extrait | Type de création            | Description de l'art grec | Réception de l'art grec | Vocabulaire clé |
| ------------------ | -------------------- | ------------------------ | ---------------------------------- | --------------- | --- | --------------------------- | --- | --- | --- |
| Cicéron            | ≈ 84-83 av. J.-C.    | De inventione            | De inventione II, 1-2              | Traité          | Crotone veut orner son temple de Junon de "peintures excellentes". Pour cela, elle fait appel à Zeuxis d'Héraclée, très célèbre peintre grec. Le peintre chercher la perfection à travers plusieurs modèles pour trouver son "Hélène". | Peinture                    | - "chef-d’œuvre" - "peintures excellentes" | - "Zeuxis d'Héraclée, regardé comme le premier peintre de son siècle" (l.3) - "avaient entendu vanter le talent singulier de Zeuxis pour peindre les femmes." | - "chef-d’œuvre" - "peintures excellentes" - "peintre" - "talent"                                                                    |
| Cicéron            | ≈ 46 av. J.-C.       | Brutus                   | Brutus, XVIII, 1-2                 | Dialogue        | Cicéron mène une réflexion sur l'art de l'éloquence qu'il considère qu'on a négligé au cours du temps tandis que les autres arts ont eux été parfaits au fur et à mesure.                                                              | Peinture, sculpture         | - « Tel est sans doute le sort de toutes choses ; rien n'a été inventé et perfectionné en même temps » | - « Est-il quelqu'un qui ne voie que les statues de Canachus sont trop roides pour imiter la nature ? Il y a de la dureté dans celle de Calamis ; cependant elles ont déjà plus de souplesse que les statues de Canachus. Celles de Myron n'approchent pas encore assez de la vérité ; on n'hésite pas néanmoins à les déclarer belles. Non seulement les statues de Polyclète sont plus belles, mais encore elles me paraissent de véritables chefs-d'oeuvre » - « Il en est de même en peinture : nous louons Zeuxis, Polygnote et Timanthe, puis les formes et les dessins de ceux qui n'ont pas fait usage de plus de quatre couleurs. Mais tout est parfait déjà dans Aétion, dans Nicomaque, dans Protogène, dans Apelles ». | - statues - dureté - souplesse - vérité - belles - véritables chefs-d’œuvre - peinture - formes - "dessins - couleurs - perfectionné |
| Pétrone            | ≈ 60 ap. J.-C.       | Satyricon                | Satyricon 83, 88-89                | Roman satirique | Pétrone découvre une grande galerie de tableaux et demande la raison de la décadence de ces arts à un vieillard qui point du doigt l'avidité de l'homme.                                                                               | Peinture                    | - " tableaux remarquable" - "des ébauches le disputaient de vérité avec la nature" - "adorables tableaux" "monochrome" - "telle finesse qu'on croyait, tant la ressemblance était poussée, voir la vie" - "marasme actuel des arts" - "de la peinture, il ne restait plus la moindre trace" | - "dans l'Antiquité, quand il ne fallait pour plaire que le mérite tout nu, les beaux arts étaient en pleine force" - "ne vous étonnez pas que la peinture décline, quand aux hommes et aux dieux un lingot d'or semble plus beau que tout ce qu'Apelle et que Phidias ont pu faire" | - "tableaux" - "ébauches" - "monochrome" - "finesse" - "ressemblance" - "trace" - "beaux arts"                                       |
| Apulée             | Milieu du IIe siècle | Les Métamorphoses        | Les Métamorphoses II, 4-5          | Roman           | Lucius vient de rencontrer sa tante (la sœur de sa mère), Byrrhène. Dans l'extrait il découvre la maison et les sculptures de Byrrhène et celle-ci lui apprend que tout cela lui appartient.                                           | Sculpture, jardin           | - (l5) "l'illusion va jusqu'à vous faire voir ces statues en plein vol". - (l11) "si, du voisinage, un aboiement se faisait entendre, chacun croirait qu'il sort de ces gosiers de pierre". - (l22) "imitation déjà si parfaite". - (l8 ) "elle semble venir à votre rencontre" - Mouvement : (l22) à l'imitation déjà si parfaite se joint le prestige du mouvement"                                                                                                | - Émerveillement : (l.25) "mon œil charmé". - (l.8) "le respect vous saisit à la majesté divine qui l'environne" | - "illusion" - "statues" - "croirait" - "imitation" - "prestige" - "mouvement" - "charmé"                                            |
| Pline l'ancien     | ≈ 77 ap. J.-C.       | Histoire naturelle       | Histoire naturelle, LIV. XXXV, 1-2 | Encyclopédie    | Pline fait un inventaire complet de la sculpture et de la peinture dans le monde romain. On retrouve ici l'importance des imagines dans le monde romain qui s'inspire des techniques grecques antiques.                                | Sculpture, jardin, peinture | - "Lysistrate de Sicyone, frère de Lysippe [...] est le premier qui ait moulé en plâtre les figures humaines, et coulé ensuite de la cire dans le plâtre. [...] Il enseigna aussi l'art de faire un moule à l'aide d'une statue, et cette idée eut tant de vogue que dès-lors on ne fit nulle statue, soit en marbre, soit en bronze, sans en prendre l'empreinte en argile. Ce qui prouve que l'art de mouler en argile date de plus loin que de couler en bronze." | | - "moulé en plâtre" - "statue" - "marbre" - "bronze" - "empreinte en argile"                                                         |
| Horace             | ≈ 19-18 av. J.-C.    | Épîtres                  |                                    | Épître          | |                             | - "La Grèce conquise a conquis son rude vainqueur et a apporté les arts au Latium rustique" | | - "arts" = "artes" |
| Posidippe de Pella | ≈ 180 av. J-C.       | Épigrammes               | Épigramme 62, Posidippe de Pella   | Épigramme       | Ce poème exalte à dépasser les artistes grecs antiques. | Sculpture                   | - "Imitez ces ouvrages, modeleurs d'animaux, oui, surpassez les lois ancestrales des colosses ! Si les mains primitives de *** ou Hagéladas, l'artiste bien antérieur à Polyclète, ou les modèles raides de * Didumidès * occupaient le terrain, il n'y aurait pas de raison d'exposer ici les œuvres nouvelles de Lysippe pour les comparer ; mais s'il le faut et si le concours des artistes nouveaux a lieu, il est au-dessus de tous."                          | | - "imitez" - "lois ancestrales des colosses" - "artiste" - "œuvres nouvelles" - "artistes nouveaux"                                  |
| Quintilien         | ≈ 92 ap. J.-C.       | De Institutione Oratoria | De Institutione Oratoria X, 2-5    |                 | |                             | | | |